# Extreme Rules (2015)
Extreme Rules — це супершоу від американського промоушену WWE, яке пройшло 26 квітня 2015 року Олстейт-арена у Чикаго, Іллінойс, США.Це супершоу стало сьомим по рахунку у лінійці Extreme Rules.

## Створення
Extreme Rules є супершоу WWE у якому реслери у різних конфліктах між собою. Реслери уособлюють собою лиходіїв або героїв на рингу. Конфлікти проходять таким шляхом, що спочатку, на рядових епізодах, обстановка розжарюється, а вже на самих святах реслінгу той чи інший конфлікт як правило підходить до свого логічного завершення.
Квитки на це шоу надійшли в продаж 10 січня 2015 року.

## Матчі
| №        | Матч | Тип матча                                                               | Час   |
| -------- | --- | ----------------------------------------------------------------------- | ----- |
| Kick-off | Адріан Невіл переміг Погані Новини Барретт                                                                           | Матч сам на сам                                                         | 10:36 |
| 1        | Дін Емброус переміг Люка Харпера                                                                                     | Матч за правилами Chicago Street Fight                                  | 56:10 |
| 2        | Дольф Зігглер переміг Шеймуса                                                                                        | Матч за правилами Kiss Me Arse                                          | 9:16  |
| 3        | Новий День ( Біг І та Кофі Кінгстон) (з Ксав'єром Вудсом) перемогли Антоніо Сезаро та Тайсона Кідда (С) (з Наталією) | Матч за Командне чемпіонство WWE                                        | 9:47  |
| 4        | Джон Сіна (С) переміг Русева                                                                                         | Матч за правилами Russian Chain за титул Чемпіона Сполучених Штатів WWE | 13:35 |
| 5        | Ніккі Белла (С) (з Брі Беллою) перемогла Наомі                                                                       | Матч За титул чемпіонки Дів                                             | 7:18  |